# Cieszyn (nádraží)
Cieszyn je železniční stanice v městě Těšín, Slezské vojvodství, Polsko. Vzdálenost k státní hranici (kolejová) je 1,559 km.
Historické názvy: Teschen-Boberthal 1888–1921, Cieszyn-Bobrówka 1921–1925, Cieszyn 1925–1939, Teschen Ost 1939–1945, Cieszyn Wschodni 1945–1947, Cieszyn 1947 dosud.

## Historie
Na železnici Dráhy moravskoslezských měst (DMSM) z Kojetína do Bílska bylo postaveno původně vedlejší průjezdné nádraží Cieszyn (dnes se nachází v polské části města Těšín) ve vazbě na hlavní nádraží Košicko-bohumínské dráhy a DMSM (dnes stanice Český Těšín). Bylo postaveno nad říčkou Bobrůvkou a zprovozněno v roce 1888. Výstavbu zajišťovala společnost Severní dráha císaře Ferdinanda (KFNB). Během 1. světové války byly postaven další koleje pro nákladní vlaky, skladištní budovy a jednopatrový služební obytný dům pro zaměstnance nádraží. Od začátku 1. světové války do 17. října 1917 byla ve stanici vyloučena osobní doprava. V roce 1929 byla zahájena výstavba železniční trati Cieszyn – Zebrzydowice (Žibřidovice), která byla zprovozněna 10. září 1934. Po skončení 2. světové války byl provoz nákladních vlaků obnoven v říjnu 1945 a 28. ledna 1946 byla obnovena osobní doprava. Stanice byla elektrizována v roce 1983 společně s úseky Bielsko-Biała – Cieszyn a Cieszyn – Zebrzydowice. Úsek Cieszyn – Český Těšín byl elektrizován v roce 1994. Od 28. února 1995 byl obnoven provoz osobních vlaků v trase Cieszyn – Český Těšín, který byl opět zastaven 13. prosince 2009.

### Výpravní budova
Výpravní budova byla jednopatrová s přístřeškem ze strany kolejiště. Typová budova s dvojosým bočním rizalitem. Budova je postavena z režného monochromatického cihlového zdiva, jehož autorem je architekt stavební kanceláře KFNB Anton Dachler (1841–1921). Budova byla rozdělena na část služební (kancelář přednosty stanice a dopravní kancelář) a veřejnou část, ve které byla pokladna, čekárny a restaurace. V patře byly umístěny služební byty. WC bylo v té době řešeno zvláštní budovou mimo výpravnu. Fasáda z červených řežných cihel je horizontálně rozdělena bílou patrovou římsou. Dělená okna s ušatými šambránami a nadokenní obloukovou kamennou římsou. Střecha sedlová s polovalbou nad bočním štítem, řezbářsky zdobené bedněné trojúhelníkové štíty s okny.
V průběhu první světové války byl přistavěn jednopatrový hrázděný sklad s výdejnou zavazadel a přístřeškem ze strany kolejiště. V průběhu elektrizace byly zbourány sklady a budova stavědla adaptována. Střešní nástavba byla určena pro ubytování strojvůdců.

### Současný stav
Režné zdivo bylo překryto barevným nátěrem, který nekoresponduje s původní barevností. V roce 2009 byla uzavřena pokladna, úschovna zavazadel, bar, veřejné WC a uzavřena čekárna. V roce 2013 objekt výpravny přešel do vlastnictví města Cieszyn.
Nádraží má 3 nástupiště a 3 nástupní hrany, slouží pro trať č. 190 (Bielsko-Biała Główna–Cieszyn) (v dnešní době po trati nejezdní osobní vlaky) a č. 90 (Zebrzydowice–Cieszyn). Od jízdního řádu 2015/2016 přibyla česká trať 322 (Cieszyn – Český Těšín – Frýdek-Místek).
V letech 2016–2018 byla provedena generální oprava výpravní budovy. Původní čekárna byla zbořena a postavena v novém pojetí. Přestavba byla provedena podle projektu Studia projektowego Mirosława Zięby. Železnice tak byla propojena s autobusovým stanovištěm před nádražím. Dne 27. dubna 2018 bylo nádraží otevřeno. Výpravní budova je vybavena čekárnou, pokladnou, úschovnou zavazadel, peron u budovy je zastřešen s využitím originálních sloupů. Nechybí toalety, občerstvení a internetové připojení. Náklady na opravu a přestavbu nádraží dosáhly přes 17,4 milionu zlotých z toho přes 10 milionu zlotých pokryla dotace z Regionálního operačního programu Slezského vojvodství.
V roce 2022 bylo vyhlášeno Nádražím roku.

## Galerie

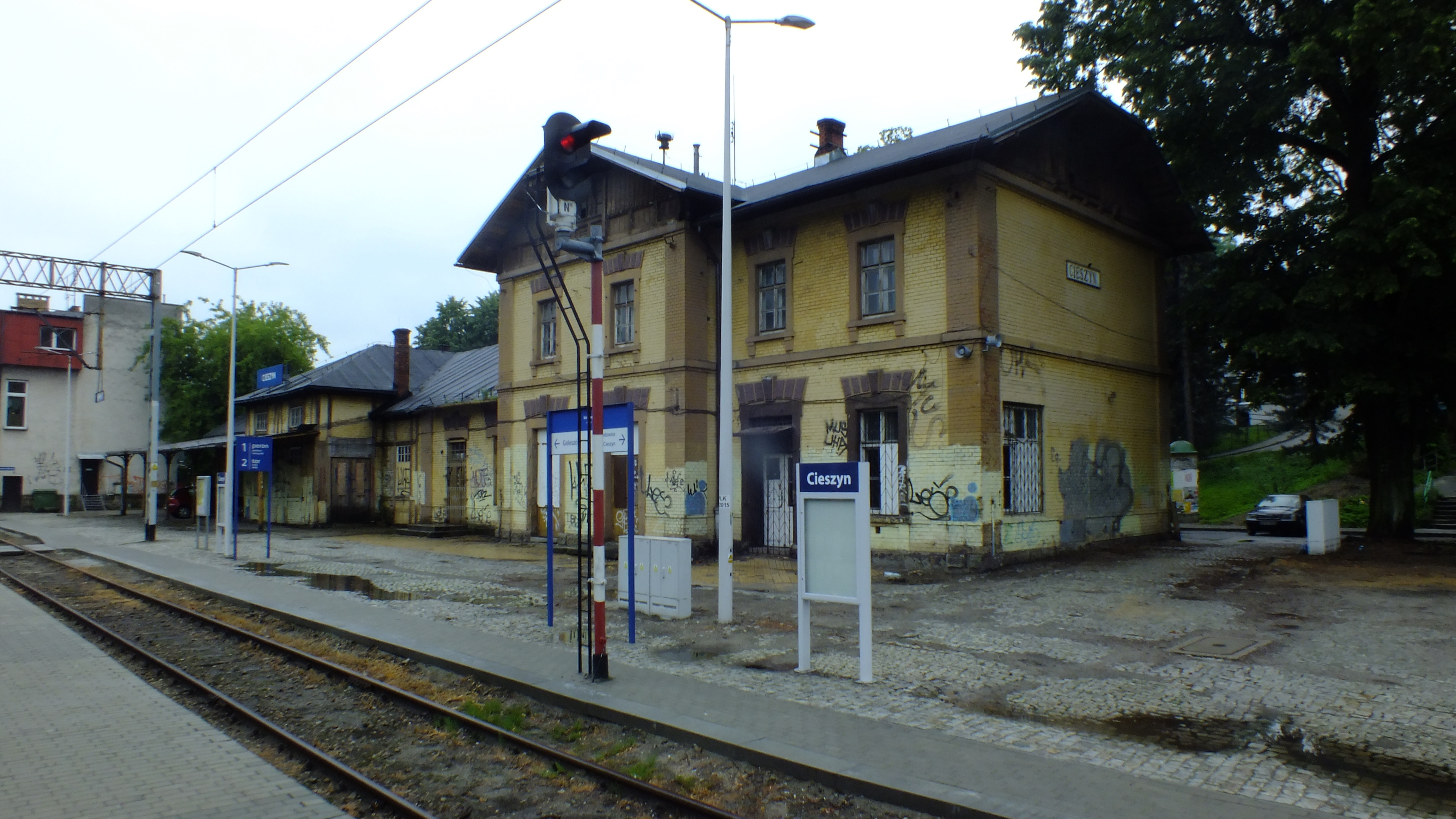
Nádraží před rokem 2018
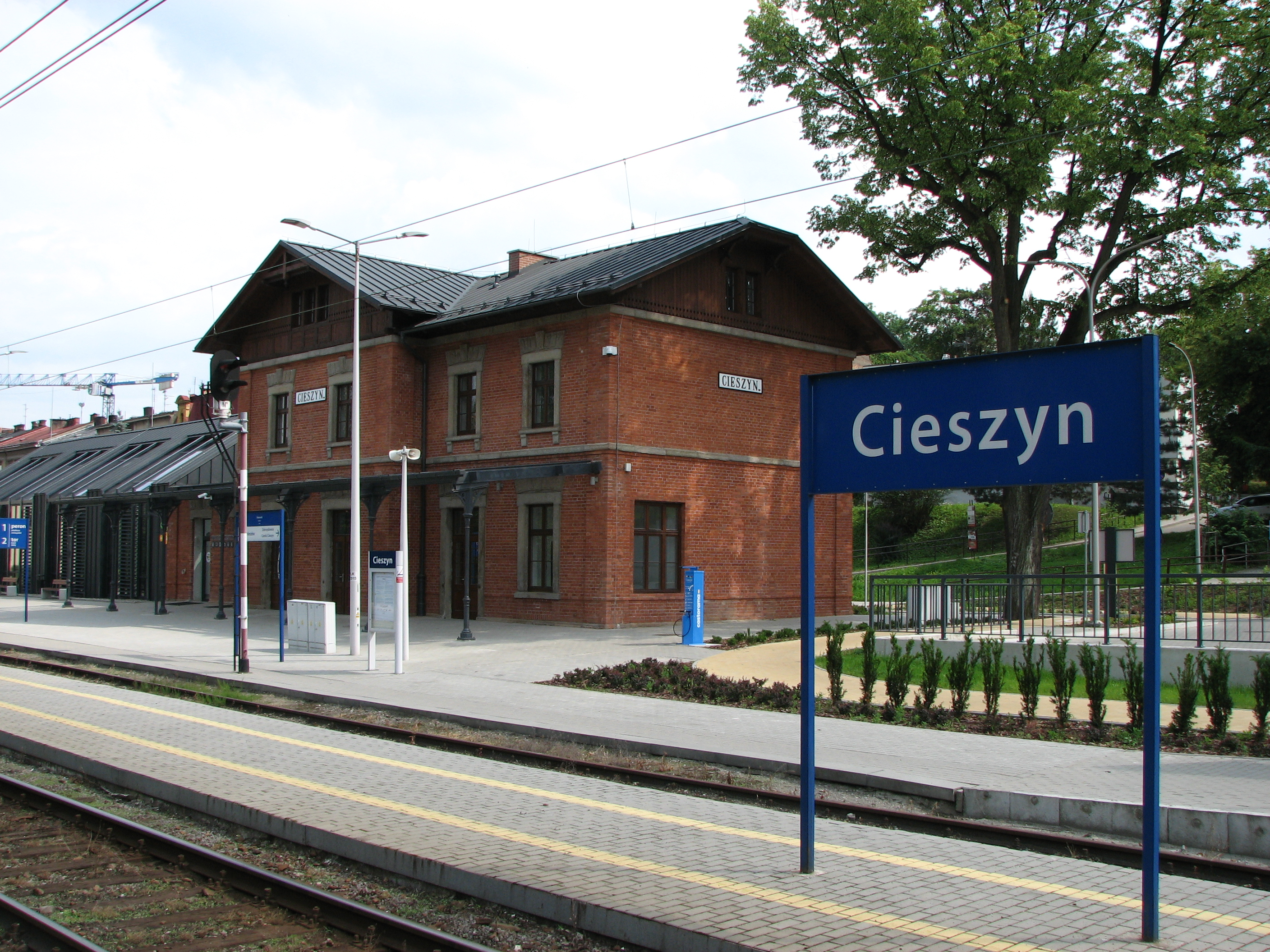
Opravená drážní budova
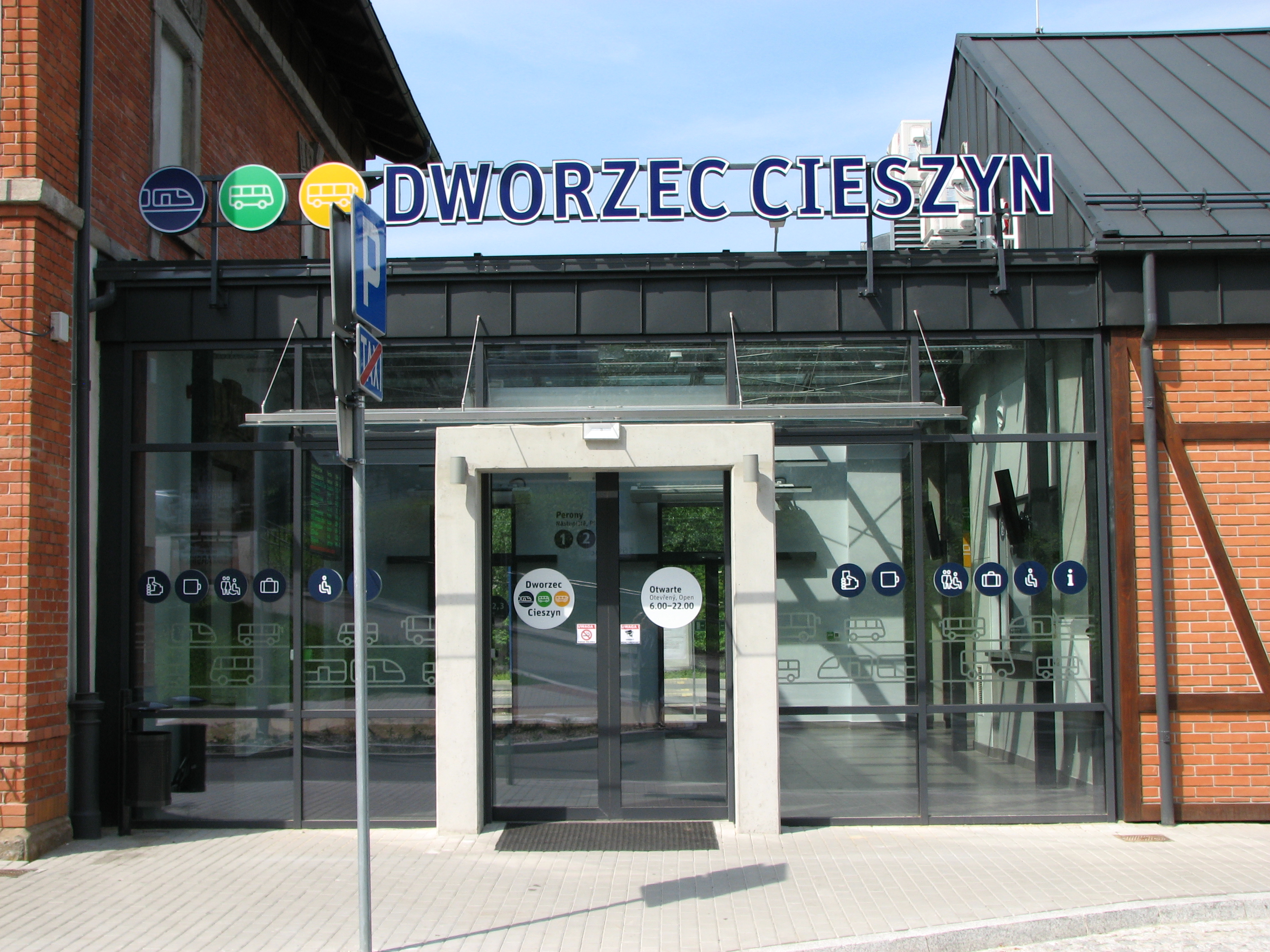
Vchod z ulice Hajduka
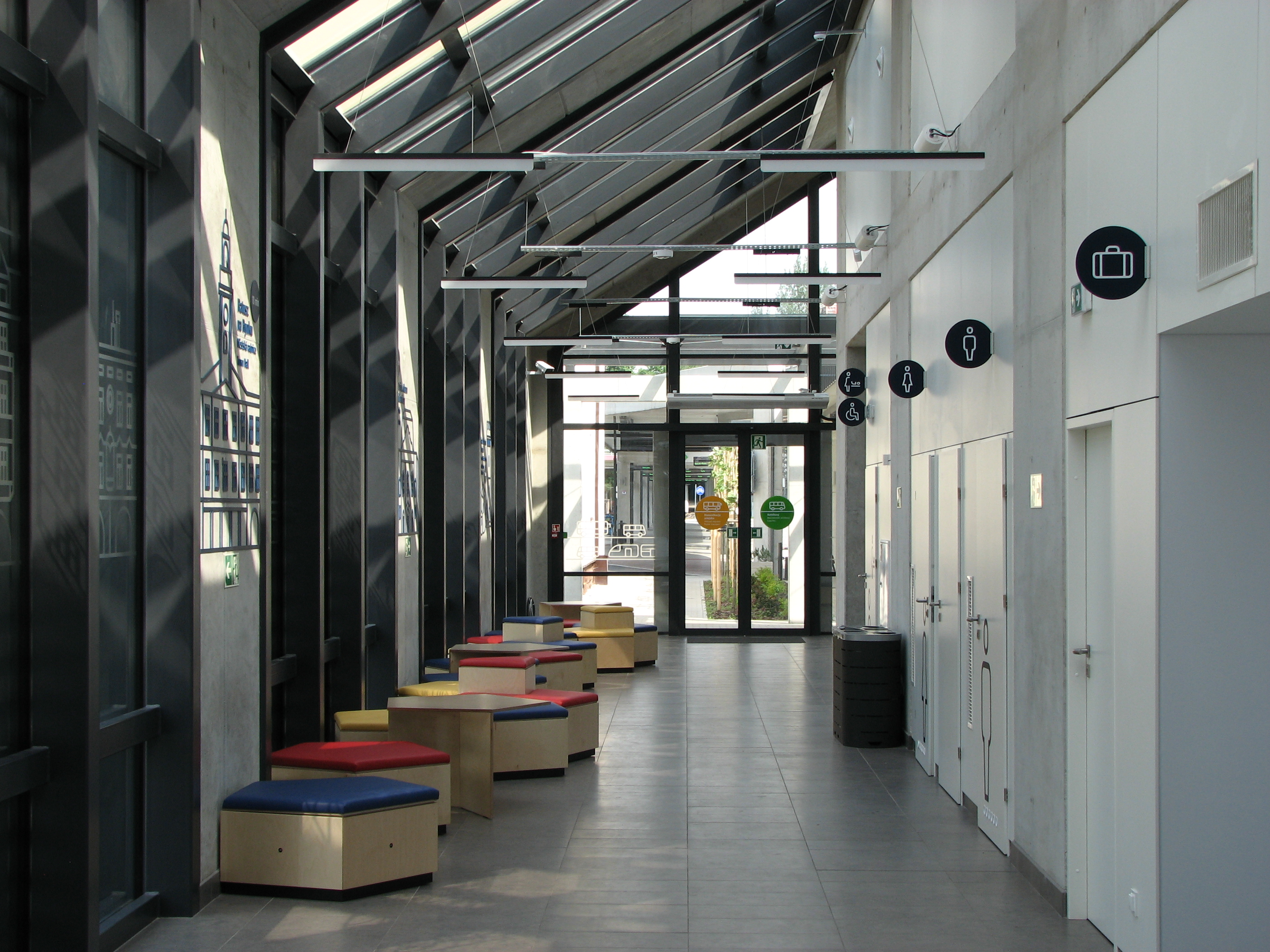
Čekárna
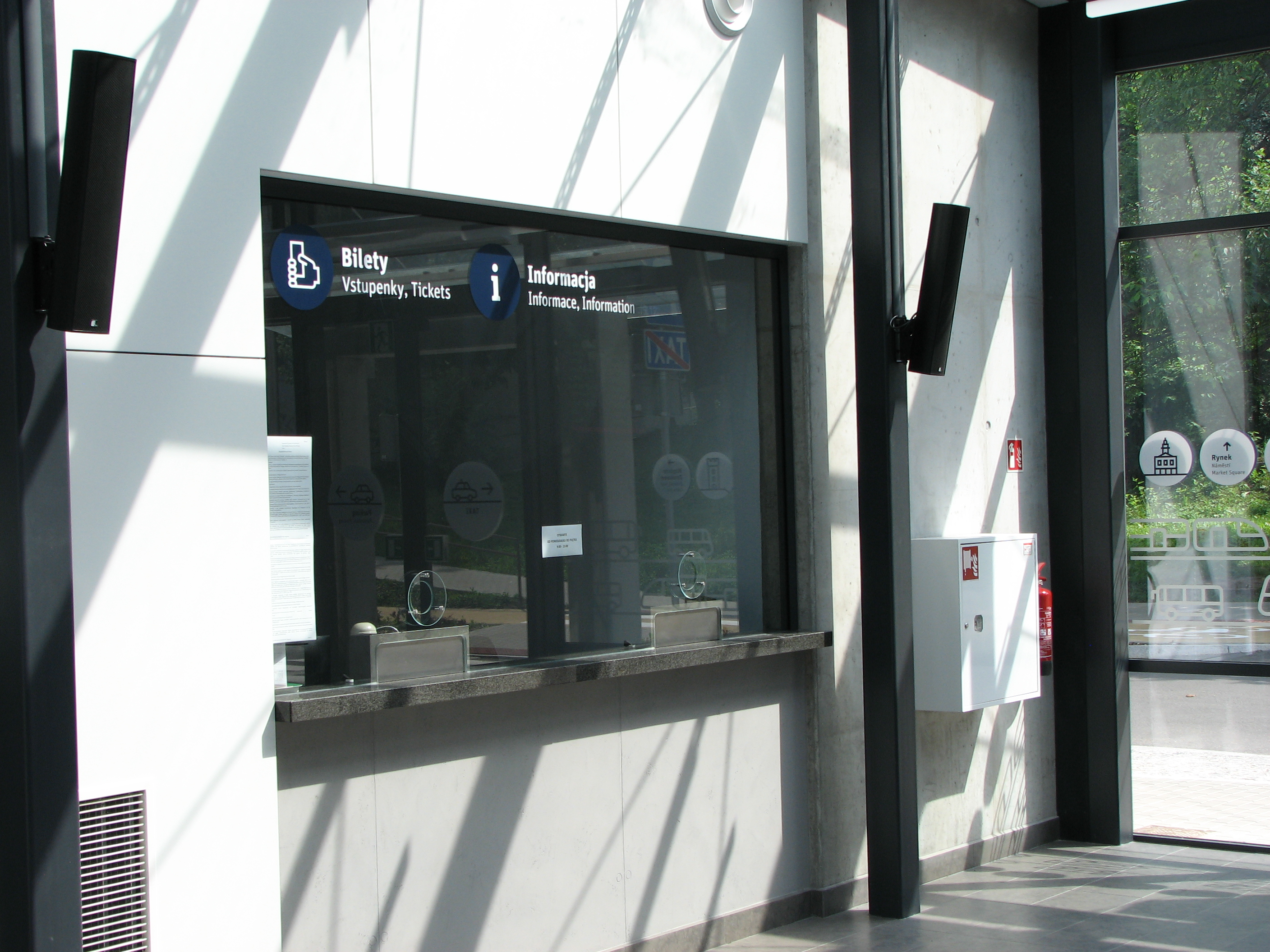
Pokladna
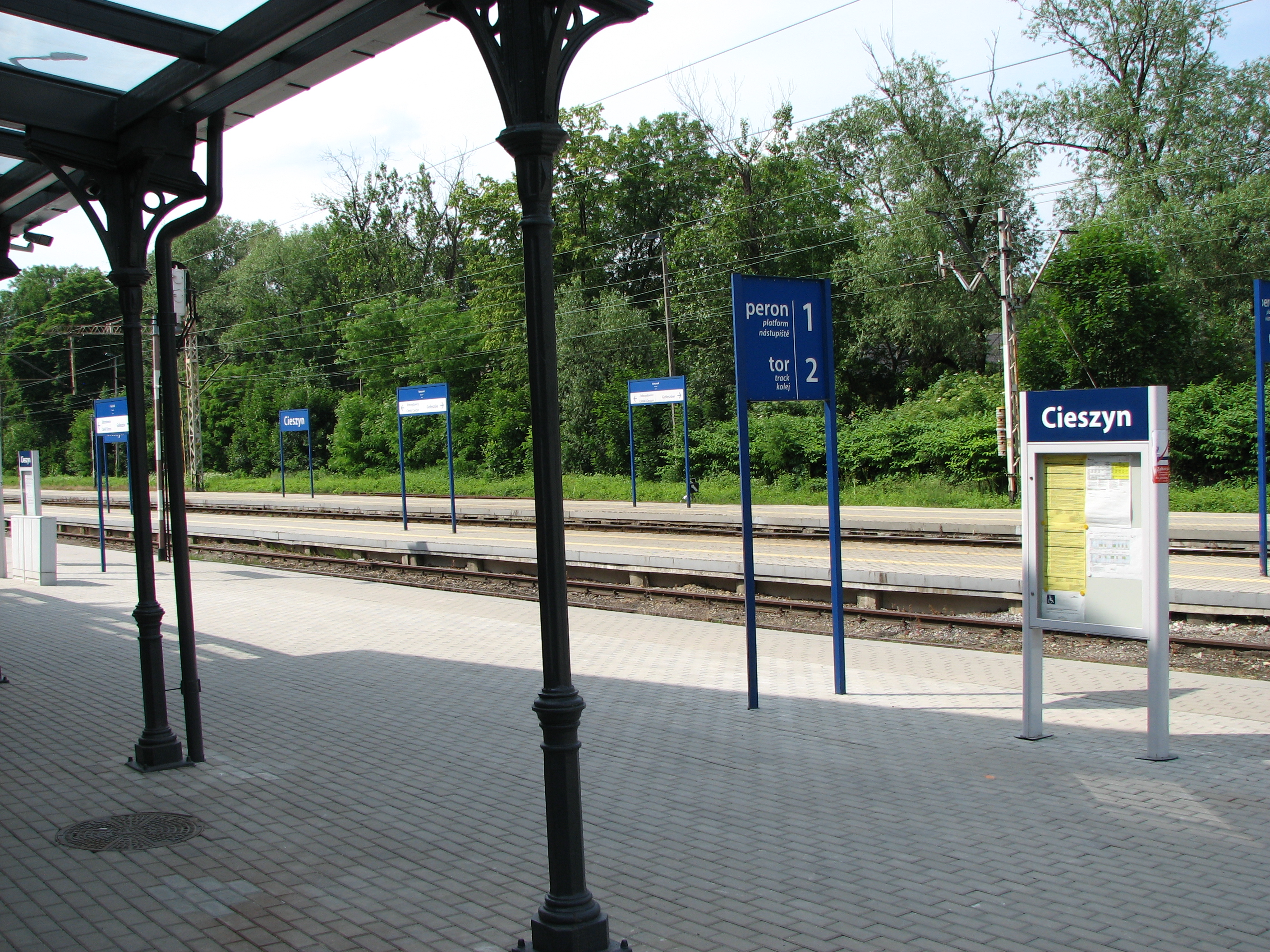
Zastřešení nástupiště
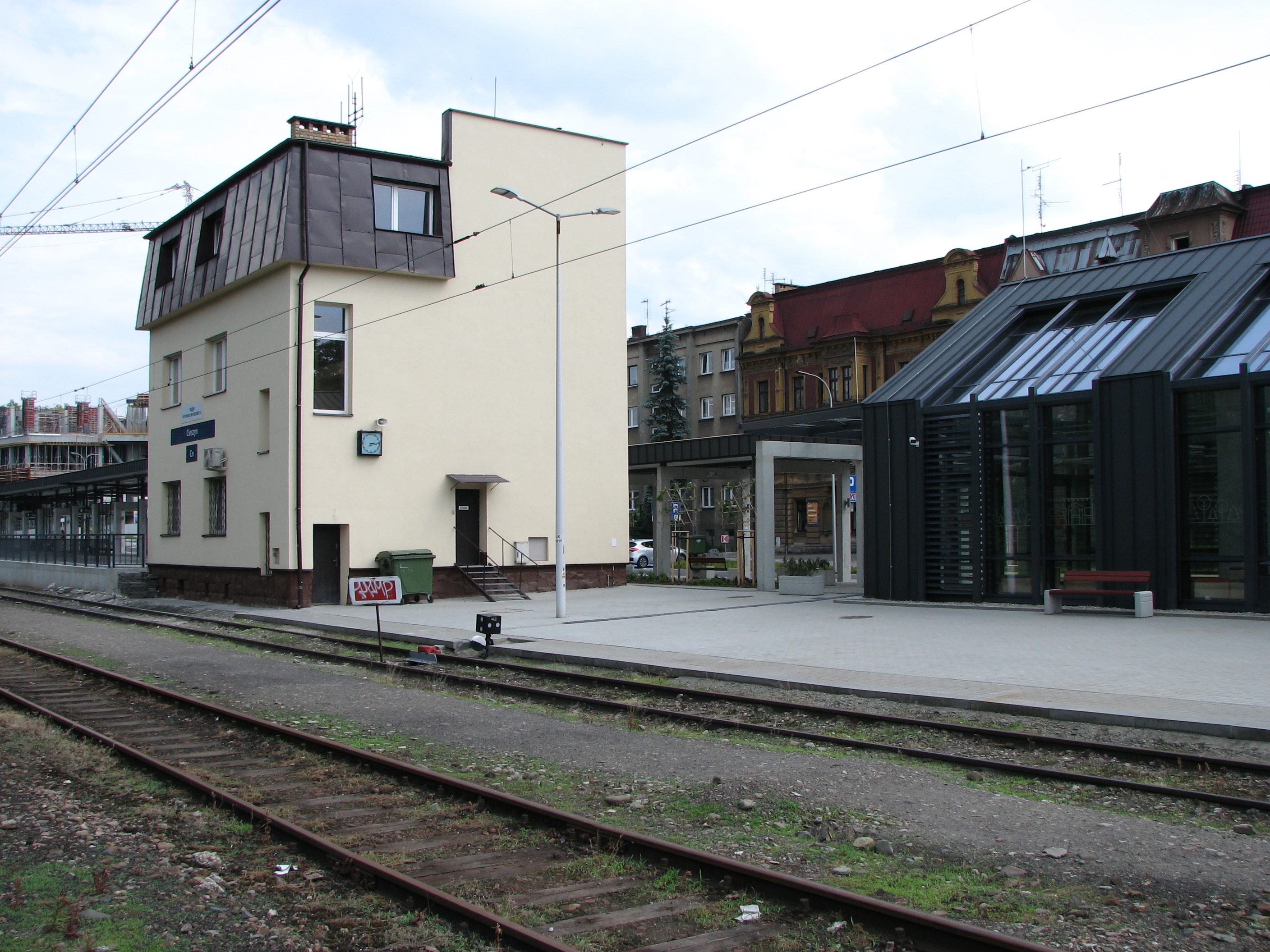
Nádraží Cieszyn
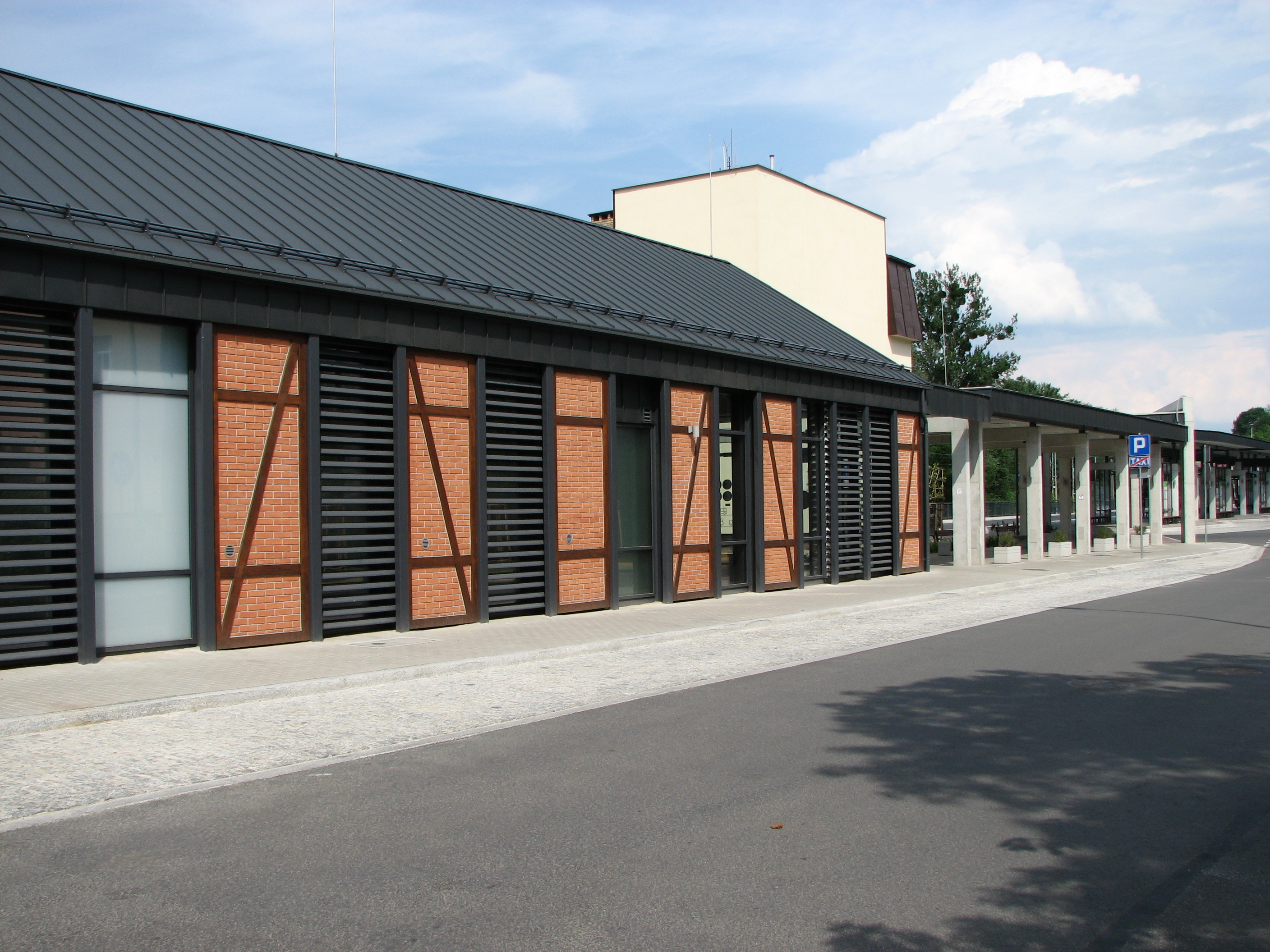
Sklady